# 1937년 뉴욕 영화 비평가 협회상
제3회 뉴욕 영화 비평가 협회상은 1937년 영화를 대상으로 하는 시상식이다.

## 수상 및 후보

### 작품상
- 에밀 졸라의 생애

### 감독상
- 스테이지 도어 - 그레고리 라 카바 수상

### 여우주연상
- 춘희 - 그레타 가르보 수상

### 남우주연상
- 에밀 졸라의 생애 - 폴 무니 수상

### 외국영화상
- 비우